# Dārzciems
Dārzciems es un barrio de la ciudad de Riga, Letonia.

## Superficie
Posee una superficie de 4,577 kilómetros cuadrados (457,7 hectáreas).

## Población
Hasta 2021 presentaba una población de 18 252 habitantes, con una densidad de población de 3987,7 habitantes por kilómetro cuadrado.

## Transporte

### Rutas
- Autobús: 3, 6, 13, 15, 20, 31, 34, 47, 48, 49, 50, 51, 52.[1]
- Trolebús: 11, 16, 22.[1]
- Autobús expreso: 338, 370.[1]